# Churches
Churches é o sexto álbum de estúdio da cantora e compositora estadunidense LP, lançado em 3 de dezembro de 2021 pela SOTA / Dine Alone. Foi produzido por Mike Del Rio e co-escrito por Nate Campany.
O álbum foi originalmente planejado para ser lançado em outubro de 2020. Posteriormente, foi anunciado para 6 de outubro de 2021, depois adiado para o mês seguinte e adiado novamente para 3 de dezembro. Quatro canções a mais foram escritas ao longo dos 14 meses adicionais que o álbum levou para ser finalizado.

## Contexto
LP compôs grande parte do álbum em San José del Cabo, México. O hotel onde ela se hospedou, El Ganzo, aparece no vídeo de "How Low Can You Go". A cantora usou todas as suas guitarras e ukuleles na Afinação Nashville. A lista de faixas final combina canções escritas antes e depois da pandemia de COVID-19.

### Título
O título é retirado de uma das faixas do álbum, a primeira a ser escrita. LP foi impedida de entrar em uma igreja em São Petersburgo, a menos que cobrisse a cabeça, e isso a fez pensar que não quer que lhe digam como acreditar em Deus e viver sua religião. Além disso, isso a fez refletir sobre o que é sagrado para ela e que o amor poderia funcionar como uma religião para as pessoas em geral.

## Informação das músicas
A faixa de abertura "When We Touch" foi a primeira música a ser escrita depois que o coronavírus se espalhou. "Goodbye" foi lançada em 9 de julho de 2021, e teve seu vídeo gravado perto de Marina del Rey e Malibu, Califórnia.
"The One That You Love" foi o primeiro single a ser lançado, em 23 de julho de 2020. Foi acompanhado por um vídeo gravado no Big Sky Ranch no qual LP é vista cavalgando pelo local. Um vídeo para uma versão acústica da música foi lançado mais tarde naquele ano, em outubro.
"Rainbow" foi inspirada pela decisão de LP de romper com sua noiva, e suas letras discutem "as batalhas que escolhemos lutar e por quanto tempo estamos dispostos a batalha-las", o que é inspirada pela relutância de LP quando adolescente em se assumir homossexual para seu pai alcoólatra e violento.
"One Last Time" foi lançada como single em 11 de março de 2021, e seu vídeo traz Jaime King. O vídeo de "How Low Can You Go" foi filmado no Hotel El Ganzo, em San José del Cabo, onde ela compôs grande parte do álbum. No vídeo, ela contracena com a atriz mexicana Julieta Grajales, com quem mantém uma "relação sentimental".
"Angels" e "Conversation" foram lançadas como singles em 8 de outubro e 3 de dezembro, respectivamente, e seus vídeos foram filmados no mesmo dia na casa de Steve Vai. O último mostra duas versões de LP discutindo uma com a outra. A letra é uma conversa consigo mesma, na qual ela tenta se convencer a manter um relacionamento, e ela também viu a música como uma carta de amor para sua ex-namorada e colega musicista Lauren Ruth Ward. Foi coproduzido por Nate Campany e Kyle Shearer.
"Sim" conta a história de como John Lennon e Yoko Ono se conheceram durante uma exibição de arte desta última. "Can't Let You Leave" foi inspirado pela mesma pessoa que inspirou seu hit de 2015 "Lost on You". Seus acordes iniciais são executados no mesmo violão usado para compor a música anos antes. "Poem", a faixa final, foi a última música a ser escrita e tocada para o álbum.

## Recepção da crítica
| Críticas profissionais | Críticas profissionais |
| Avaliações da crítica  | Avaliações da crítica  |
| Fonte                  | Avaliação              |
| ---------------------- | ---------------------- |
| The Independent        | [ 1 ]                  |

Helen Brown do The Independent chamou o álbum de "confiantemente fluido de gênero, ele enche suas velas com rajadas poderosas de synth pop; inclina-se e tomba nas ondas mais agitadas do indie rock e flutua nas correntes pacíficas de folk tocado no ukulele". Ela terminou a crítica dizendo que "Churches é LP no seu melhor: amaldiçoando e adorando no altar do amor."
Escrevendo para o Renowned for Sound, Mike Corner comparou a faixa-título com "Take Me to Church" de Hozier e apontou a diversidade do álbum (instrumentalmente falando) enquanto comentava que o amor era seu assunto principal.

## Faixas
| N.º            | Título                                                         | Duração |  |
| 1.             | "When We Touch" (Quando Nos Tocamos)                           | 2:52    |  |
| 2.             | "Goodbye" (Adeus)                                              | 3:46    |  |
| 3.             | "Everybody's Falling in Love" (Todo Mundo Está Se Apaixonando) | 3:55    |  |
| 4.             | "The One That You Love" (Aquele(a) Que Você Ama)               | 3:43    |  |
| 5.             | "Rainbow" (Arco-Íris)                                          | 3:51    |  |
| 6.             | "One Last Time" (Uma Última Vez)                               | 3:13    |  |
| 7.             | "My Body" (Meu Corpo)                                          | 4:02    |  |
| 8.             | "Angels" (Anjos)                                               | 3:39    |  |
| 9.             | "How Low Can You Go" (Quão Baixo Você Consegue Ser)            | 3:23    |  |
| 10.            | "Yes" (Sim)                                                    | 3:07    |  |
| 11.            | "Conversation" (Conversa)                                      | 4:46    |  |
| 12.            | "Safe Here" (Seguro(a) Aqui)                                   | 3:42    |  |
| 13.            | "Can't Let You Leave" (Não Posso Deixar Você Partir)           | 4:20    |  |
| 14.            | "Churches" (Igrejas)                                           | 3:13    |  |
| 15.            | "Poem" (Poema)                                                 | 1:16    |  |
| Duração total: | Duração total:                                                 | 52:48   |  |

## Paradas
| Parada (2021)               | Maior colocação |
| --------------------------- | --------------- |
| Bélgica (Ultratop Valônia)  | 54              |
| França (SNEP)               | 75              |
| Itália (FIMI)               | 88              |
| Suíça (Schweizer Hitparade) | 33              |

## Créditos
- Emily Lazar - masterização[8][9][12][14]
- Mike Del Rio - produção executiva[9]
- Isabella Machine Summers - produção
- Lars Stolfer - produção
- Dan Wilson - produção
- Dan Nigro - produção